# クリスターレ☆
クリスターレ☆は、オペラ・カンパニー、二期会に所属するソプラノ歌手による女声ヴォーカル・ユニット。

## 概要
二期会に所属するソプラノ歌手4人によって構成されたヴォーカル・ユニットである。
オリジナル曲からクラシックとポピュラーを融合したクラシカル・クロスオーバーまで、幅広いジャンルを歌い上げる。メンバーの留学、出産などのため、2012年から活動休止中。

## メンバー
- YUMIKO (小沢祐美子)

東京都出身。1978年2月14日生まれ。洗足学園音楽大学音楽学部声楽科卒業。同大学院修士課程音楽研究科修了。同大学附属オペラ研究所第9期修了。二期会オペラ研修所第47期マスタークラス修了。二期会オペラ・プロフェッショナルコース第7期修了。
- SAE (辛島小恵)

東京都出身。1981年6月14日生まれ。桐朋学園大学音楽学部演奏学科声楽専攻卒業。同大学研究科修了。
- MAI (鷲尾麻衣)

神奈川県出身。1980年11月7日生まれ。東京藝術大学音楽学部声楽科卒業。新国立劇場オペラ研修所第7期修了。文化庁派遣芸術家在外研修員 (ニューヨーク)。ロームミュージックファンデーション特別研究生 (ロンドン)。
- YUKI (平田由希)

鹿児島県出身。1982年9月13日生まれ。大分県立芸術文化短期大学音楽科声楽専攻卒業。同短期大学音楽専攻科修了。二期会オペラ研修所第50期マスタークラス修了。

## 公演
2010年
- 華麗な歌姫ユニット「クリスターレ☆ ガラ・コンサート」(1月6日、日本橋三越)
- クリスターレ☆バレンタインデー　ラブコンサート (2月13日、玉川高島屋S･C)
- 東京オペラシティランチタイムコンサート　クリスターレ☆ランチタイムコンサート (7月28日、東京オペラシティ コンサートホール)
- ゲートシティ大崎クリスマス2010　クリスマス・ツリー点灯Xmasコンサート (11月18日、ゲートシティ大崎)

2011年
- クラブツーリズム ロイヤル・グランステージ　～歌声でめぐる世界旅行～ (1月29日、王子ホール) ※クローズド
- 第19回稲城平和コンサート　音楽は平和への祈り (3月6日、稲城市中央文化センター・ホール)
- 東日本大震災被災者支援のためのチャリティ・オペラ・コンサート (7月28日、東京ミッドタウン・ホール)
- 東京オペラシティクリスマスランチタイムコンサート　クリスターレ☆ランチタイムコンサート (12月21日、東京オペラシティ コンサートホール)

## メディア出演
2010年
- 衛星デジタルラジオ ミュージックバード「ザ・ジェイド ひすい色の時刻(とき)」 (5月2日) ※YUMIKO,MAI

2011年
- Praylist.jp「Amazing Grace & Message from Cristalle」 (5月11日)
- BARKS - 日本オペラ界のトップスターが「チャリティ・オペラ・コンサート」に集結 (8月1日)